# Eleccions parlamentàries finlandeses de 1924
Les eleccions parlamentàries finlandeses del 1924 es van celebrar els dies 1 i 2 de juliol de 1924. El partit més votat fou el socialdemòcrata, però es formà un govern d'agraris, liberals i suecs dirigit per Lauri Ingman com a primer ministre de Finlàndia.

## Resultats
|                       |                                                                 |           |        |          |     |  |
| Partit                | Partit                                                          | Vots      | %      | Escons   | +/– |  |
|                       | Partit Socialdemòcrata                                          | 255,068   | 29.02  | 60 / 200 | 7   |  |
|                       | Lliga Agrària                                                   | 177,982   | 20.25  | 44 / 200 | 1   |  |
|                       | Partit de la Coalició Nacional                                  | 166,880   | 18.99  | 38 / 200 | 3   |  |
|                       | Partit Popular Suec                                             | 105,733   | 12.03  | 23 / 200 | 2   |  |
|                       | Org. Electoral de Treballadors Socialistes i Petits Agricultors | 91.839    | 10.45  | 18 / 200 | 9   |  |
|                       | Partit Nacional Progressista                                    | 79,937    | 9.09   | 17 / 200 | 2   |  |
|                       | Llista dels Camperols                                           | 456       | 0.05   | 0 / 200  | Nou |  |
|                       | Altres                                                          | 1,046     | 0.12   | 0 / 200  | =   |  |
| Total                 | Total                                                           | 878,941   | 100    | 200      | =   |  |
|                       |                                                                 |           |        |          |     |  |
| Vots vàlids           | Vots vàlids                                                     | 878,941   | 99.45  |          |     |  |
| Invàlids / en blanc   | Invàlids / en blanc                                             | 4,884     | 0.55   |          |     |  |
| Vots totals           | Vots totals                                                     | 883,825   | 100.00 |          |     |  |
| Votants Registrats    | Votants Registrats                                              | 1,539,393 | 57.41  |          |     |  |
| Font: Nohlen & Stöver |                                                                 |           |        |          |     |  |